# Гемера (історична область)

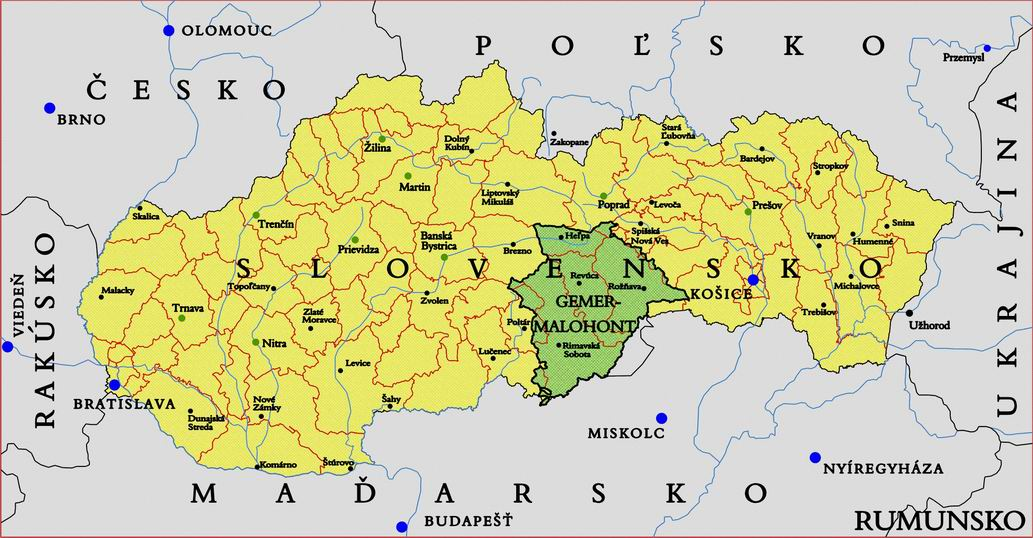
Гемер

Ґе́мер, Ге́мер (Гемера[джерело?], словац. Gemer, угор. Gömör) — історична область у Словаччині. Центр — Гемерський град, пізніше — Рімавска Собота. Розташовується на території сучасних районів Рімавска Собота, Рожнява, Ревуца, Брезно. Назва «Гемера» вживається і донині як неофіційне позначається відповідної території.

## Географія
Гемера розташовується в Словацьких Рудних горах, приблизно між сучасним словацько-угорським кордоном, містами Полтар, Рожнява і Низькими Татрами.

## Адміністративний центр
Гемерський комітат є одним з найстаріших округів Угорського королівства, він відомий вже з XII столітті. Першою столицею була фортеця Гемер, потім Плішивець і, нарешті, Рімавска Собота.

## Виноски
1. ↑  Гемерский комитат // Энциклопедический словарь Брокгауза и Ефрона : в 86 т. (82 т. и 4 доп. т.). — СПб., 1890—1907. (рос. дореф.)